# Paul Haggis
Paul Edward Haggis (London, 10 marzo 1953) è un regista, sceneggiatore, produttore cinematografico e produttore televisivo canadese.
Ha vinto nel 2006 il Premio Oscar per il miglior film e per la miglior sceneggiatura originale per Crash - Contatto fisico e per lo stesso film ha ricevuto la candidatura all'Oscar per il miglior regista e ha vinto il David di Donatello per il miglior film straniero.

## Biografia
Nato a London, in Ontario, ultimo figlio di Maria Yvonne (nata Metcalf) ed Edward H. Haggis, Paul inizia il suo percorso scolastico frequentando la St.Thomas More Elementary School e, in seguito, precocemente ispirato dall'opera di registi quali Alfred Hitchcock e Jean-Luc Godard, decide di continuare gli studi secondari presso la scuola d'arte H.B. Beal. Terminata la scuola si trasferisce in Inghilterra con l'intento di diventare un fotografo di moda, per poi fare invece nuovamente ritorno in Canada con l'intenzione di proseguire gli studi universitari in cinematografia presso il Fanshawe College.
All'età di 19 anni, Haggis inizia a sperimentare la sua passione per la scrittura creativa, attraverso la stesura di alcune commedie per il Gallery Theatre, il locale teatro di proprietà dei suoi genitori. Nel 1975, ottenuta la laurea in cinematografia, all'età di 22 anni Paul decide di trasferirsi a Los Angeles per tentare la fortuna a Hollywood, lavorando durante il giorno e, nel tempo libero, continuando a studiare e a scrivere per il cinema e la tv.
Il suo primo vero lavoro di scrittura televisiva arriva tramite Jack Humphrey, produttore televisivo canadese, che gli chiede di scrivere il pilota (e in seguito anche altri dieci episodi) per una sitcom prodotta dalla CBC dal titolo Hangin In. Da quel momento in poi, Haggis inizia a lavorare stabilmente per la tv firmando la sceneggiatura di vari episodi per famose serie televisive (lavoro che continuerà per oltre due decenni e che lo vedrà impegnarsi anche come regista e produttore) come Love Boat (1981), Il mio amico Arnold (1982-1983), Giorno per giorno (1983-1984), L’albero delle mele (1982-1986), The Tracey Ullman Show (1987), In famiglia e con gli amici (1987-1988), Walker Texas Ranger (1993-2001), Due South - Due poliziotti a Chicago (1994-1999), L.A. Law - Avvocati a Los Angeles (1994), EZ Streets (1996), In tribunale con Lynn (1999-2001), The Black Donnellys (2007) ed altri ancora.
Dopo un lunghissimo percorso nell'ambito televisivo, nel 1993, Haggis debutta finalmente nel cinema firmando la sceneggiatura e la regia del film Red Hot, un dramma adolescenziale ambientato a metà degli anni cinquanta, nella Russia comunista. Dopo quel debutto, Haggis, pur continuando il suo lavoro televisivo, dovrà attendere anni per scrivere un altro film: è il 2004, infatti, quando dà vita alla sceneggiatura di Million Dollar Baby, la struggente storia della pugile Maggie Fitzgerald, tratta da una serie di racconti di F.X. Toole, dal titolo Lo sfidante. Il film, che vedrà alla regia Clint Eastwood e gli attori Hilary Swank e Morgan Freeman come interpreti principali, segna la svolta decisiva nella carriera di Paul Haggis che riceve una delle sette nomination (per la miglior sceneggiatura non originale) assegnate alla pellicola ai premi Oscar 2005.
Dopo il successo di Million Dollar Baby, nel 2005 Haggis firma sceneggiatura, regia e produzione di Crash - Contatto Fisico, dramma corale che affronta le diverse sfaccettature del rapporto umano e che vede tra gli interpreti Sandra Bullock, Don Cheadle, Matt Dillon, Brendan Fraser e Ryan Phillippe. Il film, che riceve entusiastiche recensioni sin dalla sua anteprima al Toronto International Film Festival, permette ad Haggis di trionfare alla notte degli Oscar 2006, ottenendo ben sei candidature e aggiudicandosi tre statuette per il miglior film, la migliore sceneggiatura originale ed il miglior montaggio. Nel 2006 Haggis realizza la sceneggiatura di The Last Kiss, remake americano de L’ultimo bacio di Gabriele Muccino e di Casino Royale, ventunesimo film della serie cinematografica di 007, saga di cui firmerà la sceneggiatura anche del seguente capitolo, Quantum of Solace (2008).
Sempre nel 2006 Haggis rinnova il suo solido rapporto di lavoro con il regista Clint Eastwood con cui collabora allo sviluppo del soggetto del film Lettere da Iwo Jima e alla sceneggiatura di Flags of Our Fathers, pellicole drammatiche sul tema della seconda guerra mondiale. Nel 2007 torna alla regia con il film Nella valle di Elah, pellicola di cui cura anche soggetto, sceneggiatura e produzione. Ispirato da un articolo di Playboy, il film è un poliziesco su un ex poliziotto militare (Tommy Lee Jones) e della sua collaborazione con un detective (Charlize Theron), alla ricerca del figlio, un soldato scomparso dopo il ritorno dal servizio attivo Iraq.
Nel 2011 Haggis dirige un cast stellare (Russell Crowe, Olivia Wilde, Jonathan Tucker, il rapper RZA, Brian Dennehy e Liam Neeson) nel film The Next Three Days, remake del thriller francese Pour elle di Fred Cavayé, del quale è anche sceneggiatore e produttore. Due anni dopo realizza sceneggiatura e regia di Third Person, pellicola presentata in anteprima mondiale il 9 settembre 2013 al Toronto International Film Festival: un film corale, girato tra Roma, Parigi, New York e Taranto, interpretato da Liam Neeson, Olivia Wilde, Adrien Brody e James Franco, in cui si incrociano tre storie d'amore, passione, e tradimento.

## Vita privata
Haggis vive a New York.
Dal 1977 al 1997 è stato sposato con Diane Christine Gettas da cui ha avuto tre figli: Alissa Sullivan, Lauren Kilvington e Katy Elizabeth. Divorziato dalla prima moglie, nel 1997 si è risposato con l'attrice Deborah Rennard, da cui ha avuto un altro figlio: James. Nel 2012 ha divorziato anche dalla sua seconda moglie.
Nel 2009 ha fondato la Artists for Peace and Justice, un'organizzazione no-profit che incoraggia la pace e la giustizia sociale e affronta i problemi della povertà e del suffragio in tutto il mondo.
In un'intervista con il giornalista Dan Rather, Haggis ha professato il suo ateismo.
Il 19 giugno 2022 viene arrestato ad Ostuni, dove si trovava per partecipare al festival cinematografico "Allora Fest", su disposizione della Procura della Repubblica di Brindisi, con l'accusa di violenza sessuale aggravata e lesioni personali aggravate a danno di una ventottenne inglese. Il successivo 4 luglio viene rimesso in libertà, venendo meno le esigenze cautelari che avevano portato al suo arresto. Nel maggio del 2025 il Gip decreta l'archiviazione del procedimento in quanto non vi fu violenza sessuale.

### Scientology
Dopo essere stato per 35 anni membro attivo della Chiesa di Scientology, nel mese di ottobre del 2009 Haggis ha ufficialmente abbandonato l'organizzazione in reazione alle dichiarazioni fatte da Scientology a sostegno della Proposition 8, una proposta di vietare il matrimonio omosessuale in California sottoposta a referendum nel 2009, vinto dalla proposta . A queste motivazioni la stampa aggiunge che hanno contribuito alla scelta anche le pressioni di Scientology sulla moglie di Haggis di disconnettere (interrompere ogni relazione) con i propri genitori rei di aver violato alcuni dogmi del gruppo.

## Filmografia

### Regista e sceneggiatore
- Red Hot (1993)
- Crash - Contatto fisico (Crash) (2004)
- Nella valle di Elah (In the Valley of Elah) (2007)
- The Next Three Days (2010)
- Third Person (2013)
- Show Me a Hero - miniserie TV, 6 episodi (2015)

### Sceneggiatore

#### Cinema
- Million Dollar Baby, regia di Clint Eastwood (2004)
- The Last Kiss, regia di Tony Goldwyn (2006)
- Flags of Our Fathers, regia di Clint Eastwood (2006)
- Casino Royale, regia di Martin Campbell (2006)
- Quantum of Solace, regia di Marc Forster (2008)

#### Televisione
- Walker Texas Ranger (1993-2001) - serie TV
- Due South - Due poliziotti a Chicago (Due South) (1994-1999) - serie TV
- Black Donnellys (The Black Donnellys) (2007) - serie TV

### Produttore
- Third Person, regia di Paul Haggis (2013)
- Gold - La grande truffa (Gold), regia di Stephen Gaghan (2016)